# Трипурари Свами
Трипура́ри Сва́ми, также известен как Свами Б. В. Трипурари (англ. Swami B.V. Tripurari; род. 12 марта 1949; Тинек, Нью-Джерси, США) — американский кришнаитский гуру, писатель и поэт. Основатель религиозной организации «Гаудия-вайшнавское общество».

## Биография
Родился 12 марта 1949 года в городе Тинек в штате Нью-Джерси, США. В 1971 году присоединился к Международному обществу сознания Кришны и в 1972 году стал учеником Бхактиведанты Свами Прабхупады, получив от него духовное имя на санскрите Трипурари Даса. Затем активно занимался проповеднической деятельностью в США, распространяя вайшнавскую духовную литературу. Прабхупада называл его «инкарнацией распространения книг» и Трипурари видел свою главную роль в пропуляризации вайшнавской духовной литературы. В 1975 году Трипурари Даса принял от Прабхупады санньясу (уклад жизни в отречении) и титул «свами». После смерти Прабхупады в 1977 году, Трипурари Свами ушёл из ИСККОН и принял духовное руководство Б. Р. Шридхары Госвами, духовного брата Прабхупады из Гаудия-матха. В 1985 году Трипурари Свами основал вайшнавскую религиозную организацию «Гаудия-вайшнавское общество» и, с благословения Шридхары Госвами, стал дикша-гуру и начал принимать учеников.

## Писательская деятельность
Свами Трипурари является автором ряда книг на тему вайшнавизма и веданты. Рецензии на его книги появлялись в Yoga Journal и в The Journal of Vaishnava Studies (Арвинд Шарма). Книга Трипурари Aesthetic Vedanta была номинирована Клаусом Клостермайером на премию Louisville Grawemeyer Award. Согласно Клостермайеру, «написанная красивым и изысканным языком, Aesthetic Vedanta делает классическую раса-лилу доступной для понимания студентам духовности, не имеющим специфических познаний в индийских религиях и философиях. Почтительное отношение к предмету делает эту книгу своего рода классическим произведением религиозной литературы».